# Die Mayerin
Ulrike Maria Mayer (* 23. Dezember 1984 als Ulrike Maria Koller in Eisenstadt, Burgenland), bekannt als Die Mayerin, ist eine österreichische Singer-Songwriterin und Psychologin.

## Leben
Ulrike Maria Koller besuchte nach der Volksschule in Wimpassing an der Leitha das Gymnasium der Diözese Eisenstadt Wolfgarten, wo sie 2003 maturierte. Anschließend studierte sie Psychologie an der Universität Wien, das Studium schloss sie 2011 mit einer Diplomarbeit zum Thema Der Einfluss der Tomatis-Therapie auf das räumliche Vorstellungsvermögen als Magistra ab. Nach Abschluss des Studiums machte sie sich mit eigener Praxis selbständig.
Von 2006 bis 2011 war sie als Mia Koller Frontsängerin der Gruppe BandWG, mit der sie unter anderem mit dem Titel 10 Sekunden Glück an der ORF-Sendung Guten Morgen Düsseldorf, dem österreichischen Vorentscheidung zum Eurovision Song Contest 2011, teilnahm und als Vorband von Ich + Ich, Silbermond und Juli auftrat.
Mit der Heirat 2016 änderte sie ihren Familiennamen von Koller auf Mayer, auf ihrer Hochzeit sang sie das von ihr geschriebene Lied Zwischen Himmel und Erden für ihren Ehemann und wurde daraufhin darin bestärkt, wieder Musik zu machen. Mit ihrem Debütalbum Sternschnuppn hielt sie unter dem Künstlernamen Die Mayerin im März 2018 Einzug in die österreichischen Albumcharts. Die Ballade So wias is (So wie es ist) widmete sie ihren verstorbenen Großeltern, für das Video zum Lied standen die Schauspieler Gertrud Roll und Erich Schleyer vor der Kamera. Die Texte zu ihren im Dialekt gesungenen Liedern schreibt Mayer selbst, komponiert werden diese von ihr, gemeinsam mit ihrem Gitarristen Alexander Sieber oder ihrem Berliner Produzenten Marcus Gorstein. Der Künstlername „die Mayerin“ leitet sich aus ihrem Rufnamen ab.
Im Juli 2018 war sie im ORF in der Starnacht am Wörthersee zu sehen und im Jänner 2019 beim Wenn die Musi spielt-Winter-Open-Air. Im Juni 2019 stand sie beim Donauinselfest auf der Bühne. Im September 2019 war Mayer bei der ORF-Starnacht aus der Wachau vertreten, im Dezember 2019 bei der ORF-Sendung Zauberhafte Weihnacht im Land der Stillen Nacht. 
Ende März 2020 veröffentlichte sie die Singleauskoppelung Tanzen im Regen aus dem zweiten Album Libellen. Für das Album arbeitete sie wieder mit ihren ehemaligen Kollegen Markus Weiß und Bern Wagner der Band WG zusammen. Im Juni 2020 präsentierte sie Tanzen im Regen im Rahmen der ORF-Sendung Österreich blüht auf – Die Natur im Garten und im Juli 2020 Töchter von Eden in der ORF/MDR-Sendung Stars am Wörthersee. Im Juni 2021 veröffentlichte sie die Single Dahoam, die sie im Rahmen der ORF/MDR-Sendung Die Gartenparty der Stars neben dem Lied Heut und hier vorstellte. Dahoam wurde auch als Musik für eine Werbekampagne von Nah & Frisch verwendet. Im Mai 2022 war sie mit Schweben erneut in der MDR/ORF-Sendung Die Gartenparty der Stars zu Gast und Anfang Juni 2022 bei der Starnacht am Neusiedler See. Im Februar 2023 war sie eine der vier Kandidaten der Promi-Ausgabe der Millionenshow. Ende Mai 2023 präsentierte sie ihr drittes Album Liebe im KUZ in Eisenstadt.
Die Mayerin ist verheiratet und Mutter zweier Kinder (* 2012 und * 2014).  Sie lebt in Wimpassing an der Leitha im Burgenland. Im ORF-Städteporträt Mein Eisenstadt (2021) berichtete sie über ihre Jugendzeit in Eisenstadt.

## Diskografie
Alben
- 2018: Sternschnuppn
- 2020: Libellen
- 2023: Liebe[26]

Singles
- 2020: Tanzen im Regen
- 2021: Dahoam
- 2022: Wunder[30][31]
- 2023: Die Ersten

## Auszeichnungen und Nominierungen
- Amadeus-Verleihung 2019 – Auszeichnung in der Kategorie Schlager/Volksmusik[32]
- Amadeus-Verleihung 2021 – Nominierung in der Kategorie Schlager/Volksmusik[33]
- Amadeus-Verleihung 2024 – Nominierung in der Kategorie Songwriter des Jahres für Die Ersten mit Michael Klimas[34]